# خیشه
خیشه (به چکی: Chyše) یک منطقهٔ مسکونی در جمهوری چک است که در ناحیه کارلووی واری واقع شده‌است. خیشه ۵۷۴ نفر جمعیت دارد.